# James Herbain
James Herbain, né le 5 mai 1939 à Auger-Saint-Vincent et mort le 31 mai 2023, à Compiègne, fut champion de France de cyclo-cross en 1969.

## Palmarès
- 1969
  - Champion de Picardie de cyclo-cross
  - Champion de France de cyclo-cross
- 1970
  - 3e du championnat de France de cyclo-cross